# Kurt Krenn
Kurt Krenn (ur. 28 czerwca 1936 w Neustift im Mühlkreis  – zm. 25 stycznia 2014 w Gerersdorf, Dolna Austria) – austriacki duchowny rzymskokatolicki, w latach 1991-2004 biskup diecezjalny St. Pölten. 

## Życiorys
Święcenia kapłańskie przyjął 7 października 1962 w diecezji Linzu. 3 marca 1987 papież Jan Paweł II mianował go biskupem pomocniczym Wiednia ze stolicą tytularną Aulon. Sakry udzielił mu 26 kwietnia 1987 Hans Hermann Groër OSB, ówczesny arcybiskup metropolita Wiednia, późniejszy kardynał. 11 lipca 1991 został przeniesiony na urząd biskupa diecezjalnego Sankt Pölten, jego ingres do tamtejszej katedry odbył się 15 września 1991. 7 października 2004 zrezygnował z urzędu w atmosferze skandalu, po tym jak w prasie ukazały się materiały opisujące diecezjalne seminarium duchowne jako miejsce otwartego szerzenia się homoseksualizmu. Dodatkowo policja zatrzymała jednego z kleryków, na którego komputerze znaleziono pornografię dziecięcą. Od tego czasu Krenn pozostawał jednym z biskupów seniorów diecezji.